# Grampu
Grampu è un personaggio immaginario del programma televisivo Oobi. È un parlante mano burattino con gli occhi. È il nonno del personaggio principale, Oobi. È stato creato da Josh Selig e per la prima volta è apparso in TV nel 2000. Tyler Bunch, un attore che lavora con i burattini, lo ha interpretato.

## Ruolo

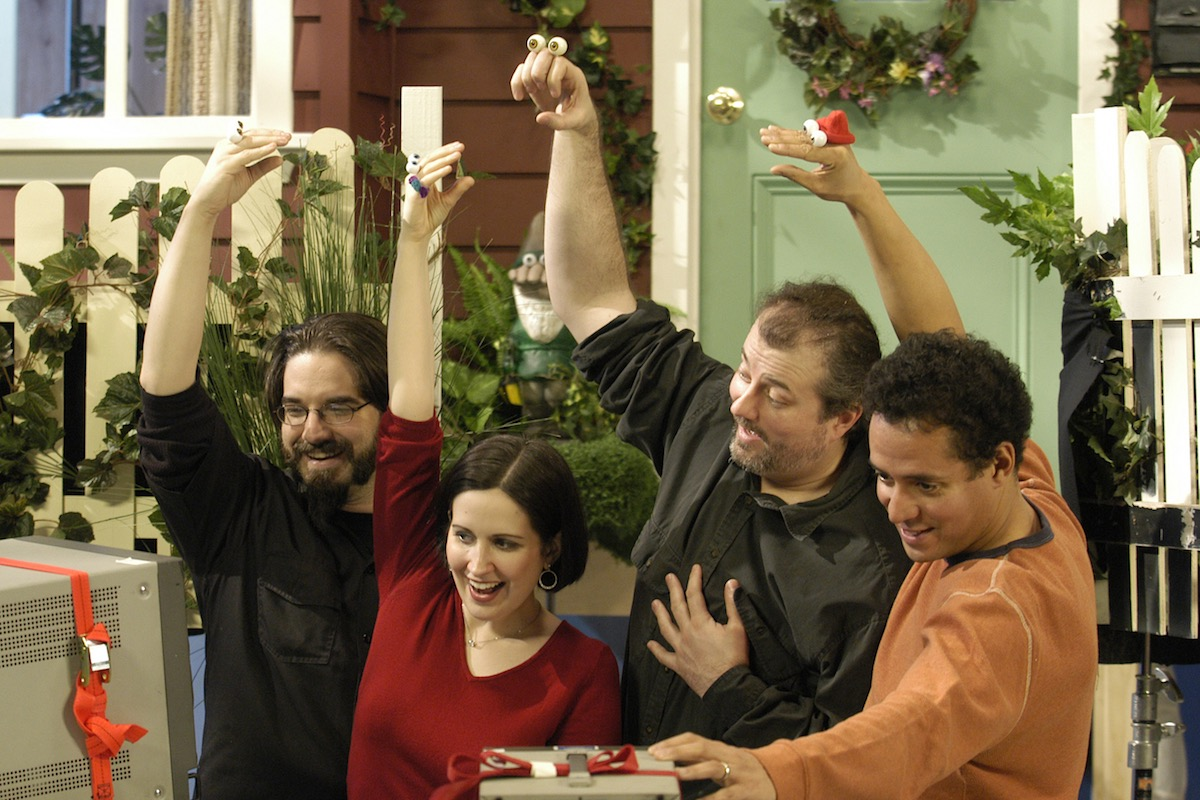
Grampu (terzo da sinistra)

Grampu vive con i suoi due nipotini, Oobi e Uma. I loro genitori e nonni non sono mai visti o chiacchierati, quindi Grampu è l'unico che si prende cura di loro. Gli piace insegnare loro il mondo e mostrare loro come fare cose nuove. Come battuta ripetuta nello show, Grampu è molto sfortunato e di solito deve ripulire i casino dei bambini.
Le cose preferite da Grampu sono cucinare e coltivare piante nel suo giardino. Quando è in cucina, indossa un grande cappello chef e un grembiule . È innamorato di Inka, un'anziana donna francese che è [la pianista | insegnante di pianoforte] di Oobi. Grampu e Inka amano andare appuntamenti e mangiare cibo sfizioso.
Grampu ha gli occhi nocciola e non indossa vestiti. La sua mano è in una posizione diversa rispetto agli altri personaggi. Le sue dita sono piegate a pugno invece di essere allungate, rendendolo più alto e dandogli un aspetto sdentato.

## Sviluppo
Grampu è stato realizzato da Josh Selig, il creatore dell'intero spettacolo. Josh Selig voleva mostrare una famiglia non tradizionale, così ha escogitato l'idea che Oobi e Uma vivessero con il loro nonno.
Nei primi episodi di Oobi, che erano brevi storie di due minuti, Grampu era un personaggio secondario che non si presentava molto. Quando lo spettacolo è stato trasformato in un programma di mezz'ora più lungo, Grampu ha avuto un ruolo più importante. Gli sceneggiatori lo usavano come foil (un personaggio in contrasto) con i bambini, o come qualcuno da dare loro consigli. Grampu è apparso più di quanto era abituato e faceva parte di ogni singolo episodio tranne uno.
Grampu è interpretato da Tyler Bunch, burattinaio (un attore che lavora con i burattini) dallo spettacolo Sesamo apriti. Mentre interpretava la parte di Grampu, Bunch non doveva mai radersi il suo braccio, così che Grampu sarebbe sembrato un vecchio uomo peloso. Questo era diverso dagli altri attori, che dovevano tutti radersi le braccia perché giocavano personaggi bambini. Bunch aveva un manicure che ha depositato le unghie ogni settimana durante le riprese.

## Ricezione
Grampu ha ottenuto un'accoglienza positiva da parte di spettatori e critici. Molti genitori che hanno visto "Oobi" con i loro figli hanno pensato che fosse la parte più divertente dello spettacolo. In un'intervista, Josh Selig ha dichiarato che "molte madri sembrano aver sviluppato una" cosa "per Grampu." Neal Pollack, uno scrittore di libri di commedia, lo ha chiamato "un personaggio esilarante" nel suo libro Alternadad. Ha anche scritto che Grampu sembrava un " personaggio televisivo per bambini con il quale potremmo passare un pomeriggio se [lui] è diventato magicamente vivo."
Il giornale St. Paul Pioneer Press ha incluso Grampu come un buon esempio di un'unità familiare insolita nella TV per bambini.